# Rémi Hendryckx
Pour les articles homonymes, voir Hendryckx.
Rémi Hendryckx, né le 8 mars 1908 à Caeskerke et mort le 28 décembre 1976 à Woumen, est un coureur cycliste belge, professionnel de 1934 à 1939,.

## Biographie
En 1938, il se classe 3e, en individuel, sur le Grand Prix Lucien Van Impe, une kermesse professionnelle disputée autour d'Erpe-Mere.
Il est le père des coureurs cyclistes Roger Hendryckx, né le 2 septembre 1935 à Woumen et André Hendryckx, né le 22 mars 1943 à Dixmude.

## Palmarès
- 1935
  - Wingene Koers
- 1937
  - Circuit du Port de Dunkerque
  - Tourcoing-Dunkerque-Tourcoing
- 1938
  - 3e à Grand Prix Lucien Van Impe